# Ahmed Ibrahim Warsama
Ahmed Ibrahim Hashim Warsama (arabisch أحمد إبراهيم هاشم ورسما, DMG Aḥmad Ibrāhīm Hāšim Warsamā; * 4. Februar 1966) ist ein ehemaliger katarischer Leichtathlet.
Der Langstreckenläufer stellte im Jahr 2000 mit 13:13,52 Minuten im 5000-Meter-Lauf seine persönliche Bestmarke auf. Seine Bestzeit im 10.000-Meter-Lauf gelang ihm 2003, als er die Strecke mit einer Zeit von 28:02,8 Minuten beendete.
Ahmed Ibrahim Warsama qualifizierte sich für die Olympischen Spiele 1988 in Seoul, bei denen er in den Disziplinen 5000-Meter-Lauf und 10.000-Meter-Lauf antrat. Bei beiden Wettbewerben kam er nicht über die erste Runde hinaus und beendete die Strecke auf dem 16. Platz. Bei den Olympischen Spielen 2000 trat er für sein Heimatland Katar in der Disziplin 5000-Meter-Lauf an. Obwohl er seine Zeit im Vergleich zu 1988 um fast sechs Sekunden verbessert hatte, und die Strecke in 14:00,30 Minuten beendete, belegte er den 14. Platz und schied erneut in der ersten Runde aus.
Bei den Crosslauf-Weltmeisterschaften 2000 ging er als Teilnehmer der Langstrecke an den Start und beendete das Rennen mit 37:35 Minuten auf dem 57. Platz. Ahmed Ibrahim Warsama nahm auch an diversen Disziplinen wie 1500-Meter-Lauf, 2000-Meter-Lauf und 3000-Meter-Lauf teil, allerdings ohne einen besonderen Erfolg zu erzielen.